# سيث بيري
سيث بيري (بالإنجليزية: Seth Berry)‏ هو سياسي أمريكي، ولد في 1 نوفمبر 1968 في الولايات المتحدة. حزبياً، نشط في الحزب الديمقراطي.

## وصلات خارجية
- الموقع الرسمي